# Lockheed Modelo 44 Excalibur
El Lockheed Model 44 Excalibur fue una propuesta de avión comercial realizada por la compañía estadounidense Lockheed.  El Model 44 fue el primer diseño de cuatro motores de la compañía, se trataba de un monoplano de ala baja con un tren de aterrizaje en configuración de triciclo. Su diseño original contaba con un empenaje de dos estabilizadores verticales (cola en "H") y luego se propuso un tercero central. Iba a llevar cuatro motores radiales Pratt & Whitney R-1830 Twin Wasp de 1200 hp. Hubo acercamientos de parte de Pan American Airways para ordenar el Excalibur antes de que Lockheed abandonara el proyecto para concentrarse en el desarrollo del Model 49 Constellation bajo pedido de Trans World Airlines.

## Diseño y desarrollo
A finales de la década de 1930, compañías estadounidenses como Boeing y Douglas comenzaron el desarrollo de aviones comerciales incrementando su capacidad para transportar pasajeros y lograr mayor alcance. Douglas, que dominaba la mayor parte del mercado de aviones de línea con su exitoso DC-3, encontró dificultades en encontrar compradores para su proyecto Douglas DC-4E (que no se debe confundir con el DC-4 que hizo después); Boeing también enfrentaba problemas para comercializar su 307, causando que se retrasara hasta 1937 cuando Pan American World Airways y Transcontinental & Western Air invirtieron en el proyecto y ordenaron cinco unidades cada una. En consecuencia el primer vuelo del 307 fue el 31 de diciembre de 1938 y entró en servicio en julio de 1940.
Para ese momento, Lockheed Aircraft Corporation se encontraba evaluando varios proyectos para un avión comercial nuevo. El primero fue el Model 27 que tenía una configuración canard. Las otras dos opciones eran el L-104 y el L-105, siendo el L-105 la de menor tamaño y con motores de 1200 hp y más convencional que el L-104. Estos estudios realizados en la planta de Lockheed en Burbank permitieron el estudio de lo que sería el Model 44, un avión comercial de cuatro motores que fue anunciado al público en 1939. Poco después el proyecto se conoció como Excalibur. El Excalibur parecía una versión agrandada del Model 10 Electra; llevaría cuatro motores radiales con caja de reducción Wright GR-1820 Cyclone 9 con una potencia estimada de 1000 hp (746 kW) o cuatro Pratt & Whitney R-2800 Double Wasp. Tendría una envergadura alar de 29.18 m y un largo total de 25.15m con una velocidad máxima proyectada entre 402 y 451 km/h (de 250 a 280 mph en la ficha de especificación). Se propusieron muchas variantes para acomodar diferentes cargas de pasajeros. 
El diseño original del Excalibur preveía una capacidad para 21 pasajeros con velocidad de crucero establecida en 240 mph (386 km/h). Luego fueron aumentadas a 268 mph (431 km/h) con altitud de crucero de 12,000 pies (3,660 m). Este cambio incluía incrementar el diámetro del fuselaje, similar al del Model 18 Lodestar, con una envergadura aumentada a 25.19 m (su superficie alar llegaría a los 92.0 m²), también se contempló la inclusión de un tren de aterrizaje en triciclo con tren de nariz móvil. Con estas especificaciones revisadas el Excalibur podría competir en efecto con el mercado de aviones comerciales casi monopolizado por Douglas. Su desempeño proyectado era superior (excepto por el alcance) que el Boeing 307; la revisión en las especificaciones se debió parcialmente a una petición hecha por Pan American Airlines y añadir el tercer estabilizador fue producto de la misma. Se designó una variante L-144 capaz de llevar 40 pasajeros, que finalmente se canceló a pesar de que South African Airways había presentado una propuesta de compra potencial para dos aviones. Lockheed realizó un modelo a escala real de la propuesta del Excalbur al que sólo le faltaba el ala derecha. 
Howard Hughes, quien había adquirido recientemente el control mayoritario de Transcontinental & Western Air (TWA), decidió que invertiría en el Excalibur, sin embargo tenía en mente un incremento mucho mayor en el desempeño y características, incluyendo mayor comodidad y velocidad para aumentar las ganancias obtenidas del avión. Hughes invitó a Kelly Johnson (ingeniero en jefe) y Robert E. Gross (presidente) de Lockheed, y a Jack Frye (presidente de TWA) a una reunión en su residencia en Hancock Park, en la que expresó los requerimientos de lo que sería "el avión de línea del futuro": con capacidad para 36 pasajeros (o 20 literas), una tripulación de seis miembros, alcance de 5,800 km y velocidad crucero de 300 mph (483 km/h), con un peso total de 23.5 a 25 toneladas. Esto significaba que el Excalibur debería volar 100 millas más rápido de lo propuesto y 1000 pies (305) más alto; debería ser capaz de cruzar los Estados Unidos de costa a costa sin escalas. La primera decisión fue aumentar la potencia del Excalibur con motores Wright R-2600 de mayor cilindrada, que todavía estaban en etapa de desarrollo. La siguiente decisión fue comenzar desde ceros conservando el empenaje de triple estabilizador original del Excalibur. 
El nuevo diseño difería tanto del Excalibur original, que necesitó otra designación de modelo; fue asignada temporalmente como L-104 y luego se designó oficialmente como Model 49 o "Excalibur A". El Model 49 era completamente diferente al Model 44 original, por lo que Lockheed eliminó la designación "Excalibur" debido a que tenía muy poca relación con el modelo precedente. El resultado final de este proceso fue el L-049, el primer Lockheed Constellation.

## Especificaciones
Referencia datos: 

### Características generales
- Tripulación: 2
- Capacidad: 32
- Carga: 18,144 kg (40,000 lb)
- Longitud: 22.85 m
- Envergadura: 28.96 m
- Superficie alar: 92.90 m²
- Peso vacío: 11,986 kg (26,424 lb)
- Peso cargado: 18,144 kg (40,000 lb)
- Planta motriz: 4× motores radiales, Pratt & Whitney R-1830 Twin Wasp S4C-4-G de 14 cilindros en doble estrella.
  - Potencia: 895 kW (1234 HP; 1217 CV) cada uno.

### Rendimiento
- Alcance: km
- Radio de acción: km
- Alcance en combate: km
- Alcance en ferry: km